# Portugalska ženska vaterpolska reprezentacija
Portugalska ženska vaterpolska reprezentacija predstavlja državu Portugal u međunarodnom športu ženskom vaterpolu.

## Nastupi na velikim natjecanjima

### EP 1995.
- 18. kolovoza 1995.:  Rusija -  Portugal 19:1
- 20. kolovoza 1995.:  Francuska -  Portugal 13:2

- 21. kolovoza 1995.:  Portugal -  Švicarska 9:4
- 22. kolovoza 1995.:  Češka -  Portugal 13:4
- 23. kolovoza 1995.:  Španjolska -  Portugal 21:0

- plasman: 11. mjesto u konkurenciji 12 momčadi[1]

### EP 1997.
- 13. kolovoza 1997.:  Rusija -  Portugal 16:5
- 14. kolovoza 1997.:  Italija -  Portugal 17:0
- 15. kolovoza 1997.:  Nizozemska -  Portugal 22:2
- 16. kolovoza 1997.:  Španjolska -  Portugal 10:1
- 17. kolovoza 1997.:  Velika Britanija -  Portugal 10:6

- 19. kolovoza 1997.:  Češka -  Portugal 9:8

- plasman: 12. mjesto u konkurenciji 12 momčadi[2]

### EP 2016.
- 10. siječnja 2016.:  Portugal -  Grčka 3:27
- 12. siječnja 2016.:  Portugal -  Rusija 5:21
- 14. siječnja 2016.:  Nizozemska -  Portugal 28:2
- 16. siječnja 2016.:  Portugal -  Mađarska 0:25
- 18. siječnja 2016.:  Portugal -  Turska 11:10